# 銘顯文化
銘顯文化，簡稱銘顯。是一間已結業的臺灣出版社，其位於台中市南區正義街128號。後由印刷廠商買下重組成飛燕文創，地址位於台中市南區樹義路65號。

## 概要
銘顯文化為一個大約20人的小型綜合出版社，擁有自己的編輯部，並出版臺灣同人cosplay綜合情報誌《Dream創夢》、輕小說等。同時也在臺灣和香港發掘同人作家和插畫家，並管理線上小說發布網站《冒險者天堂》」和銷售網站，將日文刊物翻譯成繁體中文並在臺灣、香港出版。主要出版類型為輕小說（1/2王子、なごみ文庫、MF文庫J的作品等）、雜誌書、雜誌。除了發行電玩雜誌《電玩e世代》和《萌單》，也發佈了很多包括這個系列在內的許多萌書。
早期和明日工作室、狗屋出版社等出版小小說，價格一律新台幣49元，各大便利商店皆可購得。網路投稿小說平台為《冒險者天堂》，由網友票選並出版書籍。

## 倒閉
2015年9月，銘顯對外表示因經營不善，即日結業。資產由下游印刷廠接手，重組成立飛燕文創，旗下作者部份轉移至飛燕，也有部分改簽其他出版社。

## 歷史
- 2002年4月1日 成立

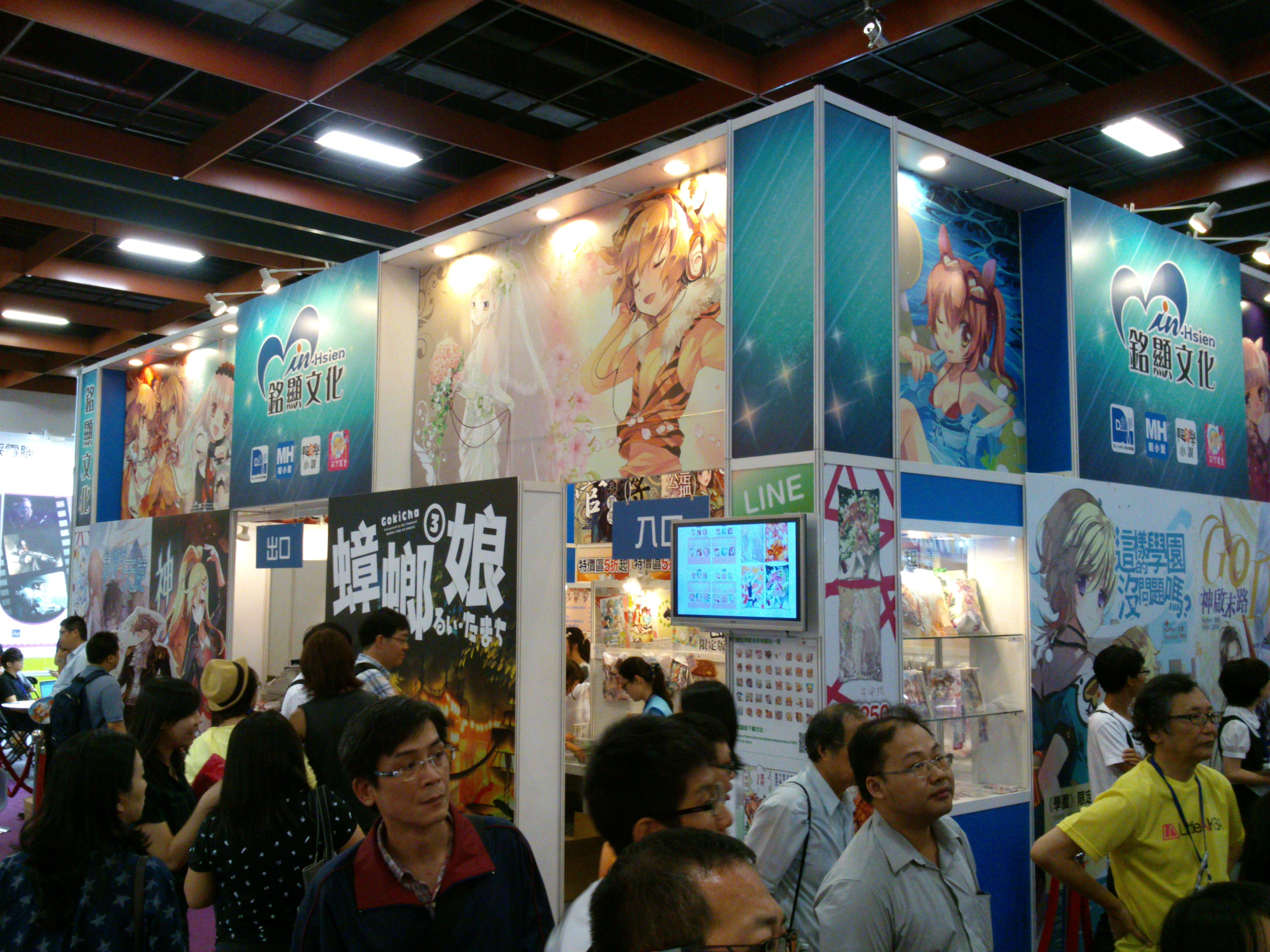
2015年（第16屆）漫畫博覽會的銘顯文化攤位

- 2013年 參與第21屆臺北國際書展（TIBE）
- 2013年 參與臺中動漫節
- 2014年 參與第22屆臺北國際書展（TIBE）
- 2013年 參與第14屆漫畫博覽會
- 2014年 參與第15屆漫畫博覽會
- 2015年 參與第16屆漫畫博覽會
- 2016年 參與第17屆漫畫博覽會
- 2016年10月4日 正式停業

## 作者
- 御我
- 貓邏
- 蒼葵

## 出版品
- MH輕小說系列
- MH叢書系列
- 奇想島系列
- 原創萌系書籍
- 萌單
- 電玩e世代
- DREAM創夢 同人資訊情報誌

## 作品
- 1/2王子
- 城隍
- 裏八仙

## 外部連結
- 銘顯文化事業有限公司 （页面存档备份，存于）
- 萌えMOE （页面存档备份，存于）
- 冒險者天堂～小說論壇～ （页面存档备份，存于）
- ～冒險者補給站～ （页面存档备份，存于）
- 敬告啟事 -  飛燕文創/冒險者天堂 - Facebook